# کیرن اسمیت
کیرن اسمیت (انگلیسی: Kieran Smith؛ زادهٔ ۲۰ مهٔ ۲۰۰۰) شناگر اهل ایالات متحده آمریکا است.
وی در مسابقات کشوری و بین‌المللی در مجموع برندهٔ ۱ مدال نقره، ۱ مدال برنز شده‌است.